# Boško Bošković
Pour les articles homonymes, voir Bošković et Bošković (homonymie).
Boško Bošković, né le 12 juin 1922 à Prizren (royaume des Serbes, Croates et Slovènes) et mort le 7 janvier 2003 à Belgrade (Serbie), est un réalisateur et scénariste serbe, connu pour Nebeski odred (1961), Ubica na odsustvu (1965) et Proslave i sjecanja (1959).